# Friends (zespół muzyczny)
Friends – szwedzki zespół muzyczny założony w 1999 na potrzeby występu w reality show Friends på turne, emitowanego w kanale TV4. Reprezentant Szwecji w Konkursie Piosenki Eurowizji (2001).

## Historia zespołu
Zespół powstał w 1999 podczas przesłuchań do programu Friends på turne, wymyślonego przez Berta Karlssona i emitowanego na kanale TV4. W skład grupy weszli Stefan Brunzell, Tony Haglund, Kristian Hermanson, Nina Inhammar, Kim Kärnfalk i Peter Strandberg, którzy w 1999 wydali debiutancki album studyjny pt. Friends på turné. Po udziale w programie wzięli udział z piosenką „När jag tänker på imorgon” w programie Melodifestivalen, wyłaniającym reprezentanta Szwecji w Konkursie Piosenki Eurowizji. Zajęli drugie miejsce w finale, przegrywając z Rogerem Pontarem. W 2000 wydali album pt. Blickar som tänder, który promowali singlami „När jag tänker på imorgon” i „Vad pojkar gör om natten”.
W 2001 z utworem „Lyssna till ditt hjärta” autorstwa Thomasa G:sona i Henrika Sethssona zwyciężyli w finale programu Melodifestivalen 2001, dzięki czemu reprezentowali Szwecję w 45. Konkursie Piosenki Eurowizji w Kopenhadze. Po finale eliminacji twórcy piosenki zostali oskarżeni o popełnienie plagiatu, za co Europejska Unia Nadawców początkowo zdyskwalifikowała zespół, ale później umożliwiła mu występ w finale. 12 maja zespół wystąpił w finale Eurowizji z anglojęzyczną wersją utworu – „Listen to Your Heartbeat”, z którą zajął piąte miejsce. Również w 2001 wydał album studyjny, również zatytułowany Listen to Your Heartbeat. W drugiej połowie roku muzycy nagrali utwór „Let Love Be Love” z Johnnym Loganem.
Po wydaniu albumu pt. Dance with Me w 2002, który promowali singlami: „Aldrig Igen/The One That You Need” zespół ogłosił zakończenie działalności. W 2003 Kim Kärnfalk i Nina Inhammar zgłosiły piosenkę „Give Me Your Love” do Melodifestivalen 2003, ale nie zostały dopuszczone do udziału, a ich piosenkę następnie nagrali Jessica Andersson i Magnus Bäcklund, którzy zwyciężyli z nią na festiwalu.

## Dyskografia
Albumy studyjne
| Rok  | Dane dot. albumu                                                                                                   | Najwyższe pozycje na liście | Certyfikat         | Sprzedaż       |
| Rok  | Dane dot. albumu                                                                                                   | SWE                         | Certyfikat         | Sprzedaż       |
| ---- | --- | --------------------------- | ------------------ | -------------- |
| 1999 | Friends på turné - Wydany: 1999 - Wytwórnia: 4 Vision - Format: CD                                                 | 8                           | - SWE: złota płyta | - SWE: 40 000+ |
| 2000 | Blickar som tänder (reedycja w 2001 jako Lyssna till ditt hjärta) - Wydany: 2000 - Wytwórnia: Mariann - Format: CD | 17                          | - SWE: złota płyta | - SWE: 40 000+ |
| 2001 | Listen to Your Heartbeat - Wydany: 2001 - Wytwórnia: Mariann - Format: CD, digital download                        | 3                           | - SWE: złota płyta | - SWE: 40 000+ |
| 2002 | Dance with Me - Wydany: 30 września 2002 - Wytwórnia: Mariann - Format: CD, digital download                       | 15                          |                    |                |

Single
| Rok                                                      | Tytuł                                                | Najwyższe pozycje na listach | Certyfikat     | Sprzedaż       | Album                                            |
| Rok                                                      | Tytuł                                                | SWE                          | Certyfikat     | Sprzedaż       | Album                                            |
| -------------------------------------------------------- | ---------------------------------------------------- | ---------------------------- | -------------- | -------------- | ------------------------------------------------ |
| 1999                                                     | „Vi behöver varann”                                  | 25                           |                |                | Friends på turné                                 |
| 2000                                                     | „Vad jag än säger dig”                               | 48                           |                |                | Friends på turné                                 |
| 2000                                                     | „När jag tänker på imorgon”                          | 14                           |                |                | Blickar som tänder                               |
| 2000                                                     | „Vad pojkar gör om natten”                           | –                            |                |                | Blickar som tänder                               |
| 2000                                                     | „Holiday”                                            | 42                           |                |                | Blickar som tänder                               |
| 2001                                                     | „En liten röst”                                      | 41                           |                |                | Lyssna till ditt hjärta                          |
| 2001                                                     | „Lyssna till ditt hjärta”/„Listen to Your Heartbeat” | 4                            | - SWE: platyna | - SWE: 30 000+ | Lyssna till ditt hjärta/Listen to Your Heartbeat |
| 2001                                                     | „I’d Love You to Want Me”                            | 32                           |                |                | Listen to Your Heartbeat                         |
| 2001                                                     | „When the Music Is Gone”                             | –                            |                |                | Listen to Your Heartbeat                         |
| 2001                                                     | „Let Love Be Love” (Johnny Logan z Friends)          | –                            |                |                | –                                                |
| 2002                                                     | „The One That You Need”                              | 24                           |                |                | Dance with Me                                    |
| 2002                                                     | „Dance with Me”                                      | 52                           |                |                | Dance with Me                                    |
| „–” oznacza, że singel nie był notowany na danej liście. |                                                      |                              |                |                |                                                  |